# Hieracium achalense
Hieracium achalense es una especie de planta con flor del género Hieracium, de la familia Asteraceae, orden Asterales.

## Distribución
Hieracium achalense se distribuye por Argentina.

## Taxonomía
Fue descrita científicamente por Hermann Otto Sleumer. Fue publicada en Bot. Jahrb. Syst. 77: 121 (1956).